# ティージーアイ・フライデーズ
ティージーアイ・フライデーズ（英: TGI Friday's）は、世界60ヶ国以上で992店舗展開する、「古きよきアメリカ」をコンセプトとするカジュアルダイニングレストラン。創業地はアメリカ合衆国ニューヨーク。
企業スローガンは、"Give me more Friday's"。
日本国内ではワタミフードサービス株式会社が運営する。アメリカ領グアムでも現地法人・ワタミUSAグアムが店舗を運営している。

## 歴史
1965年に、TGIフライデーズはアラン・スティルマンによって、ニューヨークで興された。店舗数や事業を拡大してゆき、レストラン・チェーンとなった。1号店はマンハッタン1番街1152番地にあったが、1994年にこの店舗は閉鎖された。1975年にカールソン・カンパニーズの傘下となるが、2014年に、Sentinel Capital PartnersとTriArtisan Capital Partnersが同社から購入し、共同運営を行っている。しかしコロナ禍の影響で2024年11月2日、同社は連邦倒産法第11章適用を申請した
日本ではワタミフードサービスと提携し1999年（平成11年）8月、東京都渋谷区神南に第1号店がオープンした。2021年（令和3年）2月現在では東京都・千葉県・神奈川県に全13店舗を展開する。

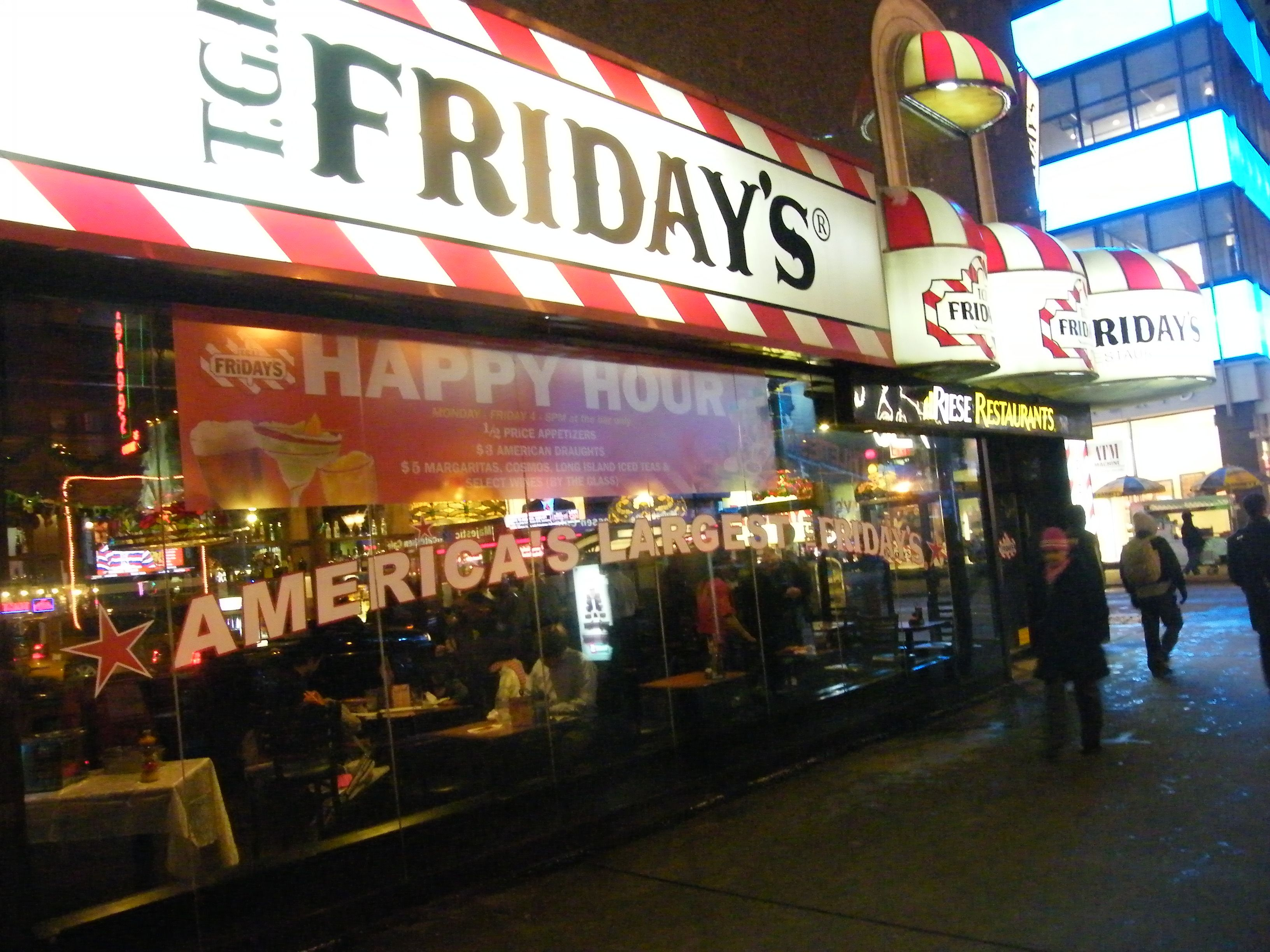
タイムズスクエアのタフト・ホテル（全米最大の店舗）
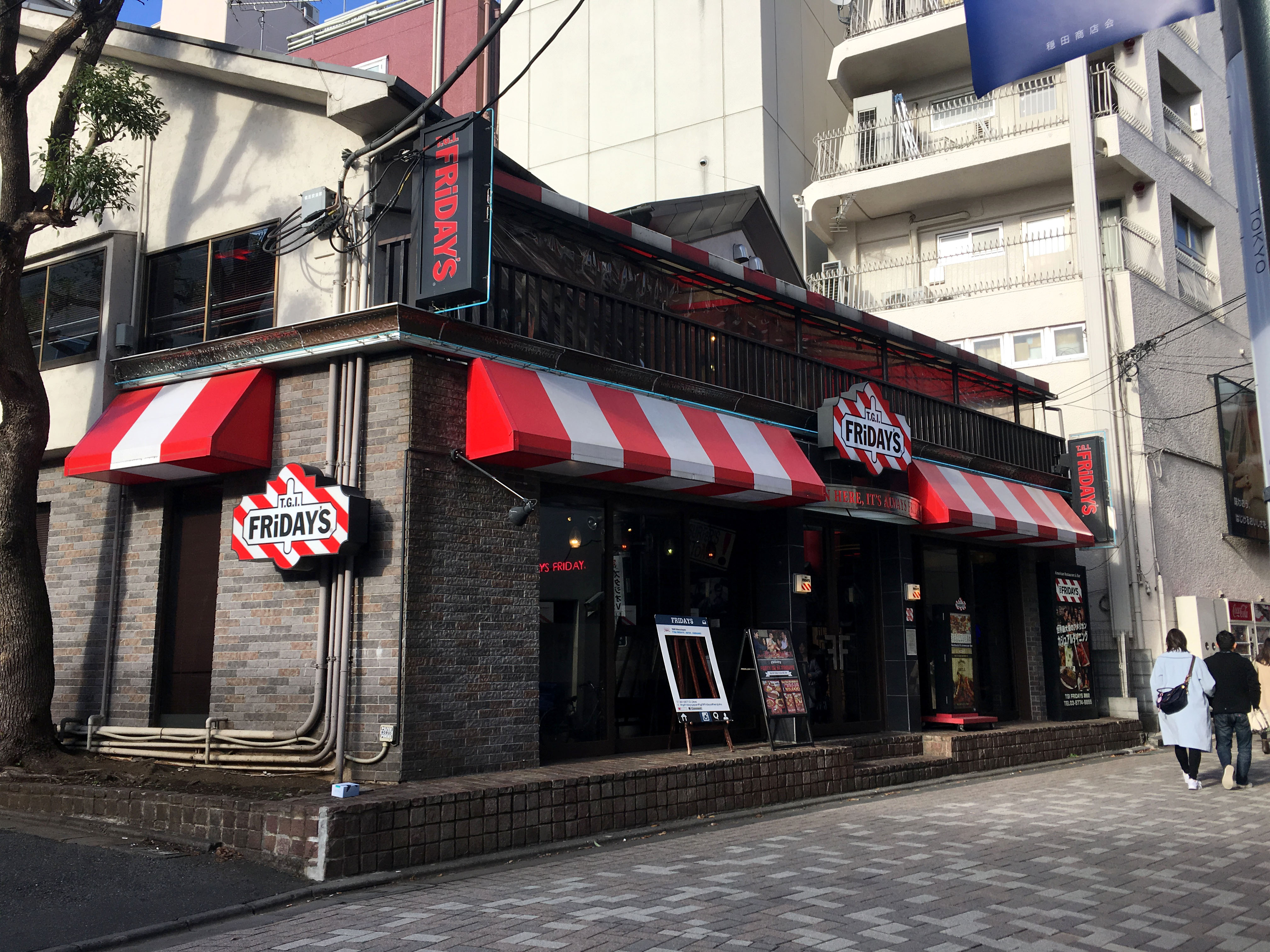
原宿店

## TGIFの意味
Thank God It's Friday（神様ありがとう、今日は金曜日）というアメリカでよく使われる言葉の略。日本で言う「花金」に近い。